# Risoba basalis
Risoba basalis är en fjärilsart som beskrevs av Moore 1882. Risoba basalis ingår i släktet Risoba och familjen trågspinnare. Inga underarter finns listade.